# 264 (numero)
Duecentosessantaquattro (264) è il numero naturale dopo il 263 e prima del 265.

## Proprietà matematiche
- È un numero pari.
- È un numero composto con 16 divisori: 1, 2, 3, 4, 6, 8, 11, 12, 22, 24, 33, 44, 66, 88, 132, 264. Poiché la somma dei suoi divisori (escluso il numero stesso) è 446 > 247, è un numero abbondante.
- È un numero semiperfetto in quanto pari alla somma di alcuni (o tutti) i suoi divisori.
- È un numero di Harshad (in base 10), cioè è divisibile per la somma delle sue cifre.
- È parte delle terne pitagoriche (23, 264, 265), (77, 264, 275), (110, 264, 286), (170, 264, 314), (198, 264, 330), (264, 315, 411), (264, 352, 440), (264, 448, 520), (264, 495, 561), (264, 702, 750), (264, 770, 814), (264, 950, 986), (264, 1073, 1105), (264, 1440, 1464), (264, 1573, 1595), (264, 1927, 1945), (264, 2170, 2186), (264, 2898, 2910), (264, 4352, 4360), (264, 5805, 5811), (264, 8710, 8714), (264, 17423, 17425).
- È un numero palindromo nel sistema di numerazione posizionale a base 7 (525), a base 9 (323), a base 21 (CC), a base 23 (BB) e in quello a base 32 (88). In queste tre ultime basi è altresì un numero a cifra ripetuta.
- È un numero pratico.

## Astronomia
- 264P/Larsen è una cometa periodica del sistema solare.
- 264 Libussa è un asteroide della fascia principale del sistema solare.

## Astronautica
- Cosmos 264 è un satellite artificiale russo.